# Pista de Supercross BMX Mariana Pajón
La Pista de Supercross BMX Mariana Pajón es un escenario deportivo en la ciudad de Medellín, Colombia, construido en homenaje a la deportista Mariana Pajón, Campeona Olímpica de BMX en Londres 2012.
La pista fue inaugurada en el 2016 bajo el patrocinio de la Alcaldía de Medellín, el INDER y el Área Metropolitana, contando con las mejores especificaciones técnicas exigidas por la UCI (Unión Ciclista Internacional) para competencias internacionales.
El escenario deportivo fue sede del Campeonato Mundial de Ciclismo BMX realizado en el 2016 en la ciudad colombiana.

## Características técnicas
El diseño y construcción de la pista estuvo a cargo del reconocido constructor de pistas de BMX Thomas Ritzenthaler, especialista estadounidense avalado por la UCI y quien ha desarrollado varios trazados de similares características en el mundo con los más altos estándares técnicos para pistas de BMX con el fin de albergar campeonatos mundiales.
La pista Mariana Pajón tiene una ocupación total de 8.500 metros cuadrados, distribuidos en un área de 420 metros lineales para el total del recorrido o trayecto de competición. Una de sus principales características es que cuenta con un partidor o rampa de salida de 8 metros de altura y 13 metros de ancho y una huella de salida de 26 metros de largo por 13 metros de ancho. La construcción del escenario deportivo se hizo mediante llenos con material de limo, cámaras y conformación de taludes engramados y curvas asfaltadas. Los montículos u obstáculos son de medidas variables acorde con los requerimientos normativos permitidos por la UCI.
El lote donde está ubicada la pista cuenta con un área disponible para armar graderías portables que ayuden a aumentar el aforo del escenario cuando haya competencias de carácter nacional e internacional. También cuenta con parqueadero, plazoleta y una tribuna para 1.600 personas aproximadamente.
Esta pista también cuenta con un jardín, pues alrededor se sembraron 10.500 especies de plantas, de las cuales 5.000 son flores. Además, cuenta con redes de alumbrado público al interior de la pista, y circuito cerrado de televisión. Todas estas características permiten dar cumplimiento a los requerimientos de la UCI para este tipo de escenarios y albergar competencias de talla mundial.

## Ubicación
El escenario deportivo se encuentra ubicado en el occidente de la ciudad, Calle 30 #69B-30 en el Barrio Belén, muy cerca del Aeropuerto Olaya Herrera.